# 1236 (szám)
Az 1236 (római számmal: MCCXXXVI) az 1235 és 1237 között található természetes szám.

## A szám a matematikában
A tízes számrendszerbeli 1236-os a kettes számrendszerben 10011010100, a nyolcas számrendszerben 2324, a tizenhatos számrendszerben 4D4 alakban írható fel.
Az 1236 páros szám, összetett szám. Kanonikus alakja 22 · 31 · 1031, normálalakban az 1,236 · 103 szorzattal írható fel. Tizenkét osztója van a természetes számok halmazán, ezek növekvő sorrendben: 1, 2, 3, 4, 6, 12, 103, 206, 309, 412, 618 és 1236.
Érinthetetlen szám: nem áll elő pozitív egész számok valódiosztóösszeg-függvényeként.

## Csillagászat
- 1236 Thaïs kisbolygó